# 瑪麗亞·路易莎 (波旁-帕爾馬)
波旁-帕爾馬的瑪麗亞·路易莎（1870年1月17日—1899年1月31日），保加利亞親王妃，丈夫為斐迪南一世。
瑪麗亞·路易莎為末代帕爾馬公爵罗贝托一世之长女，擁有11位親生弟妹（其中三位夭折）、12位同父異母弟妹（最年幼三位於瑪麗亞·路易莎逝世後才出生）。瑪麗亞·路易莎喜愛閱讀，對於但丁·阿利吉耶里與贾科莫·莱奥帕尔迪之作品非常了解。其對於音樂及繪畫也相當在行。

## 家庭
1893年，瑪麗亞·路易莎於父親安排下與保加利亞親王斐迪南一世結婚，兩人共育有2子2女：
- 鲍里斯三世（1894年—1943年），1918年繼承父親成為保加利亞沙皇。
- 基里爾王子（1895年—1945年），1943年至1944年擔任攝政，1945年被保共處決。
- 保加利亞的伊芙多基婭（1898年—1985年）
- 保加利亞的娜潔日達（1899年—1958年）